# Madan (Bulgaria)
Madan (in bulgaro Мадан?) è un comune bulgaro situato nel distretto di Smoljan di 14 276 abitanti (dati 2009). La sede comunale è nella località omonima.

## Località
Il comune è formato dall'insieme delle seguenti località:
- Madan (sede comunale)
- Arpadžik
- Borika
- Borinovo
- Borovina
- Bukova poljana
- Bukovo
- Cirka
- Čurka
- Diralo
- Dolie
- Gabrina
- Galište
- Kasapsko
- Koriite
- Krajna
- Krušev dol
- Kupen
- Leska
- Leštak
- Livade
- Lovci
- Măglišta
- Mile
- Mitovska
- Petrov dol
- Pečinska
- Planinci
- Ravnil
- Ravništa
- Ravno nivište
- Rustan
- Šarenska
- Srednogorci
- Stajčin dol
- Studena
- Tănkoto
- Uručevci
- Vărba
- Vărbina
- Vărgov dol
- Vehtino
- Visokite
- Vraninci